# Mathusalem

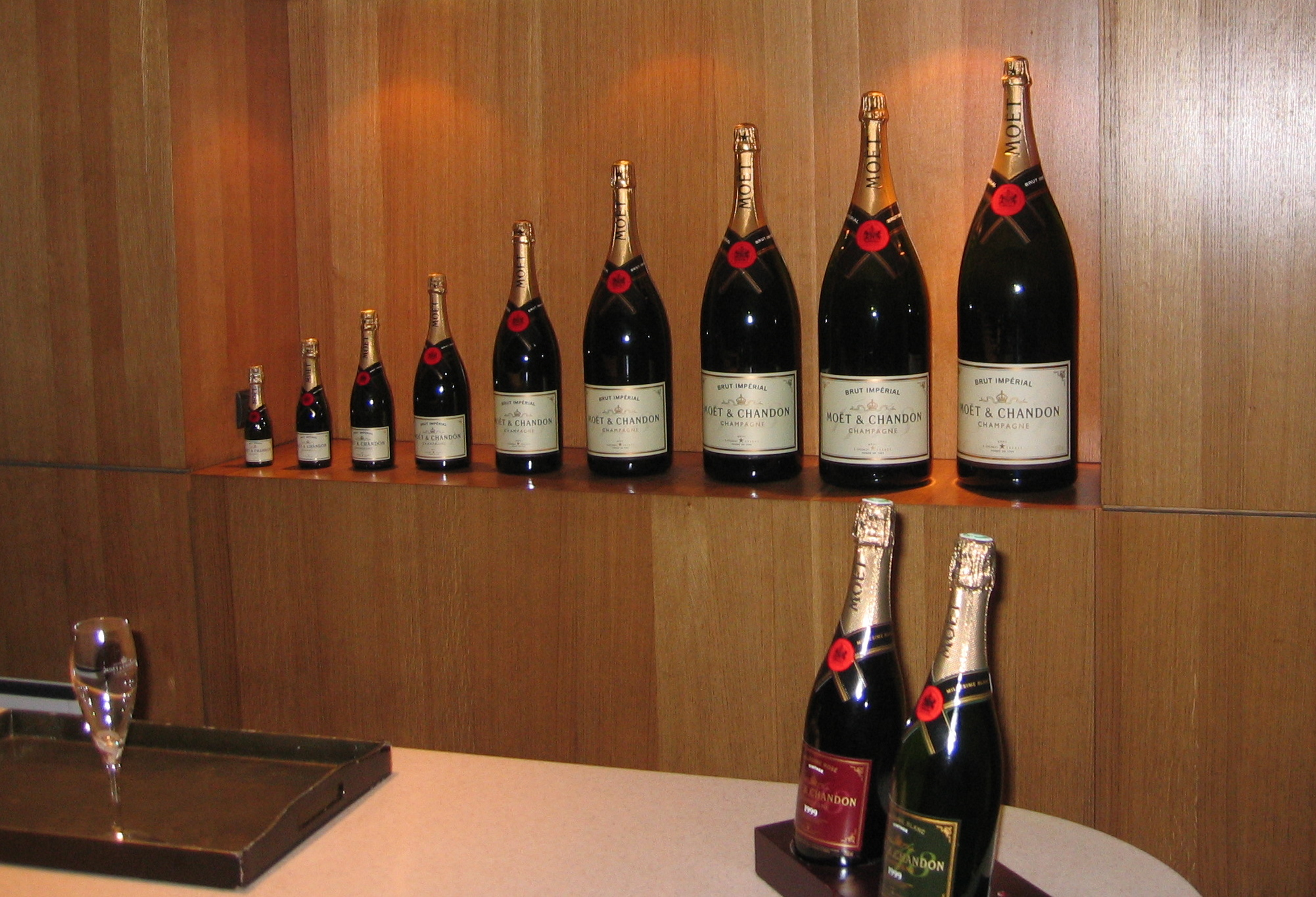
La settima bottiglia da sinistra sul ripiano

Mathusalem è un tipo di bottiglia, solitamente usata per champagne o altri vini spumanti della capacità di 6 litri pari ad 8 bottiglie da 0,75 litri. Viene adoperata in occasioni speciali come, ad esempio, la premiazione di un evento sportivo, matrimoni o il pensionamento di un vecchio collega.